# Briton Rivière

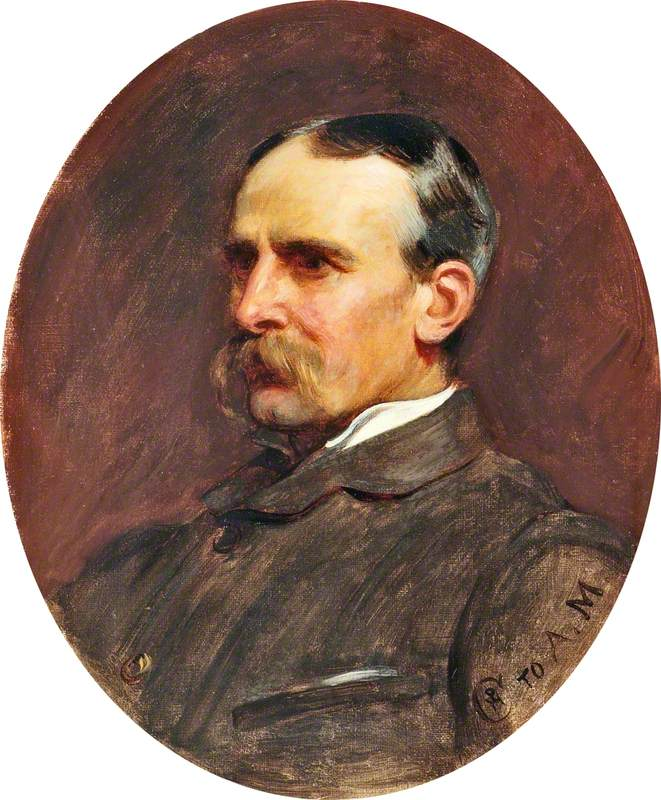
Briton Rivière

Briton Rivière (* 14. August 1840 in London; † 20. April 1920 ebenda) war ein britischer Maler.

## Herkunft
Der Vater Britons, William Rivière (1806–1876), hugenottischer Herkunft, war einige Jahre Zeichenmeister am Cheltenham College und Kunstlehrer an der Slade School of Fine Art und an der University of Oxford. Auch sein Großvater Daniel Valentin Rivière war Maler und sein Onkel Henry Parsons Rivière (1811–1888) ebenfalls. Dieser stellte Arbeiten bei der Royal Watercolor Society in London und der Royal Birmingham Society of Artists aus. Ein weiterer Onkel, Robert Rivière, war ein bekannter Buchbinder.

## Leben und Werk
Briton jr. wurde am Cheltenham College und in Oxford ausgebildet, wo er 1867 seinen Abschluss machte. Für seine künstlerische Ausbildung war er fast ausschließlich seinem Vater verpflichtet. Zu Beginn seiner Karriere machte er sich als Illustrator einen Namen, beginnend mit Arbeiten für die satirische Zeitschrift Punch. Auf Grund seiner erfolgreich ausgestellten Gemälde wurde er 1877 zum „Associate“ der Royal Academy of Arts und 1880 zum Vollmitglied der Akademie gewählt. 1891 erhielt er den Ehrendoktortitel der Universität Oxford und 1910 die Honor Fellowship des Oriel College an der Universität. Nach dem Tod von Sir John Everett Millais wurde er bei der Wahl zu dessen Nachfolger im Amt des Präsidenten der Royal Academy nur knapp geschlagen.
Seine ersten Gemälde erschienen 1851 und 1852 in Ausstellungen der British Institution, und 1857 stellte er drei Werke, 1858 ein weiteres „The Broken Chain“, an der Royal Academy of Arts aus. Erst ab 1863 wurde er regelmäßiger Aussteller bei der Akademie. Zwischen 1860 und 1863 wandte er sich unter dem Einfluss seines Schwagers Clarence Dobell (1836–1917) dem Werk der Präraffaeliten zu, doch die in deren Art entstandenen Gemälde „Elaine on the Barge“ und „Hamlet and Ophelia“ wurden von der Akademie zurückgewiesen. 1863 war er durch die Gemälde „The Eve of the Spanish Armada“ und 1864 durch „Romeo and Juliet“ vertreten. Motive dieser Art beschäftigten ihn jedoch nicht lange, denn bereits 1865 begann er mit „Sleeping Deerhound“ eine Serie von Gemälden mit Tiermotiven, die einen Großteil seines restlichen Werks in Anspruch nahmen. In einem ausführlichen Interview im „Chums Boys Annual“ mit dem Titel „Wie ich Tiere male“ erklärte Rivière einige der praktischen Aspekte des Malens von Tieren in Gefangenschaft und in freier Wildbahn:
„Ich war schon immer ein großer Liebhaber von Hunden, aber ich habe so viel an ihnen gearbeitet, dass ich es satt habe, sie um mich zu haben. Man kann jedoch niemals einen Hund malen, wenn man ihn nicht mag. Ich arbeite nie am Bild eines Hundes ohne die Hilfe eines Menschen, der sich mit Tieren gut auskennt (…). Collies, glaube ich, sind die unruhigsten Hunde (…). Windhunde sind auch sehr unruhig und Foxterriers auch (…). Der einzige Weg, wilde Tiere zu malen, besteht darin, nach und nach eine große Anzahl von Studien und ein großes Wissen über das Tier selbst zu sammeln, bevor man sein Bild malen kann. Ich male von toten Tieren sowie von lebenden Tieren den Körper einer schönen Löwin in meinem Atelier (…). Ich habe nach und nach viel in den Sezierräumen des Zoologischen Gartens gearbeitet.“ Zum Londoner Freundeskreis gehörten die schottischen Maler William Quiller Orchardson (1832–1910), John Pettie (1839–1893), Peter Graham und John MacWhirter (1839–1911).
Seine Frau Mary Alice Rivière (geborene Dobell; 1844–1931), die er 1867 heiratete, war Malerin und stellte 1869 kurz an der Royal Academy of Arts aus. Das Paar lebte zunächst in Keston (Kent) und in Bromley; 1871 ließen es sich in London nieder. Sie hatten sieben Kinder: Hugh Goldwin, Bernard, Clive, Philip, Millicent, Evelyn und Theodora. Hugh Goldwin Rivière (1869–1956) wurde Porträtist. Nach Britons Tod übereignete Mary dem British Museum vier seiner Zeichnungen, und eine Radierung „The King Drinks“.

## Werke (Auswahl)
Briton Rivière hinterließ Zeichnungen, Grafiken und Gemälde, darunter Bildnisse, figürliche Szenen mit Tieren und Einzeldarstellungen von Tieren, von denen viele in den zeitgenössischen Kunstausstellungen, vor allem denen der Royal Academy, gezeigt wurden. Zahlreiche gelangten in Museen und Privatsammlungen. Sein letztes, zwei Wochen vor seinem Tod bei der Royal Academy eingereichtes Gemälde hatte den Titel „‘Michael‘, an old Shepard with his Dog“.
- London, Tate Gallery: „The Miracle of the Gardarene Swine“ / „Giants at Play“ / „A Blockade Runner“ / „Beyond Man‘s Footsteps“ / „Companions in Misfortune“ / Studie zu „Sympathy“ (sinnendes Mädchen auf einer Treppe sitzend und Hund), 1878 (Abb.: https://www.catplus.de › Tiermalerei).
- „Tick-Tick“ (Dogge mit Taschenuhr), 1881: Russell-Cotes Art Gallery and Museum (Abb.: https://www.catplus.de › Tiermalerei).

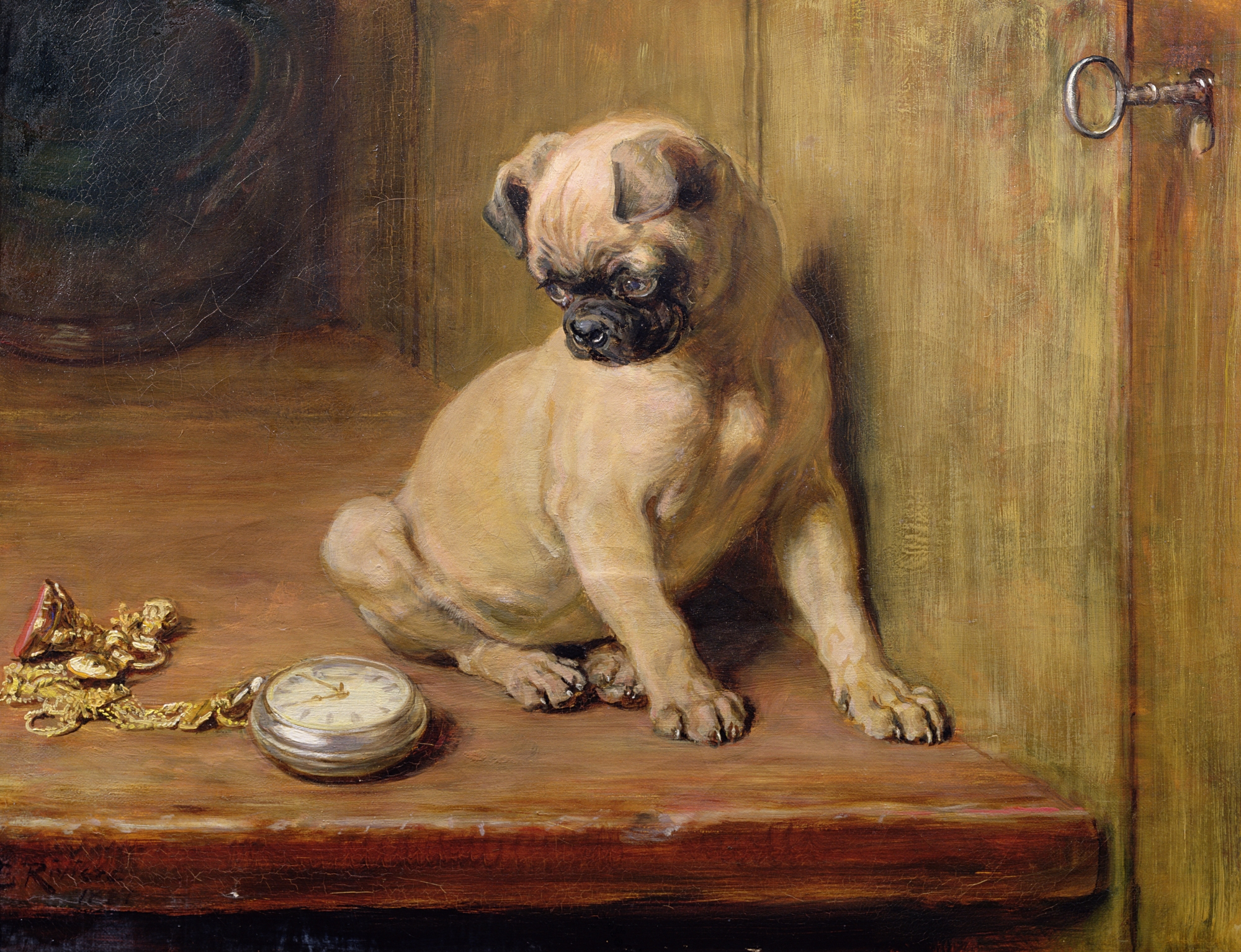

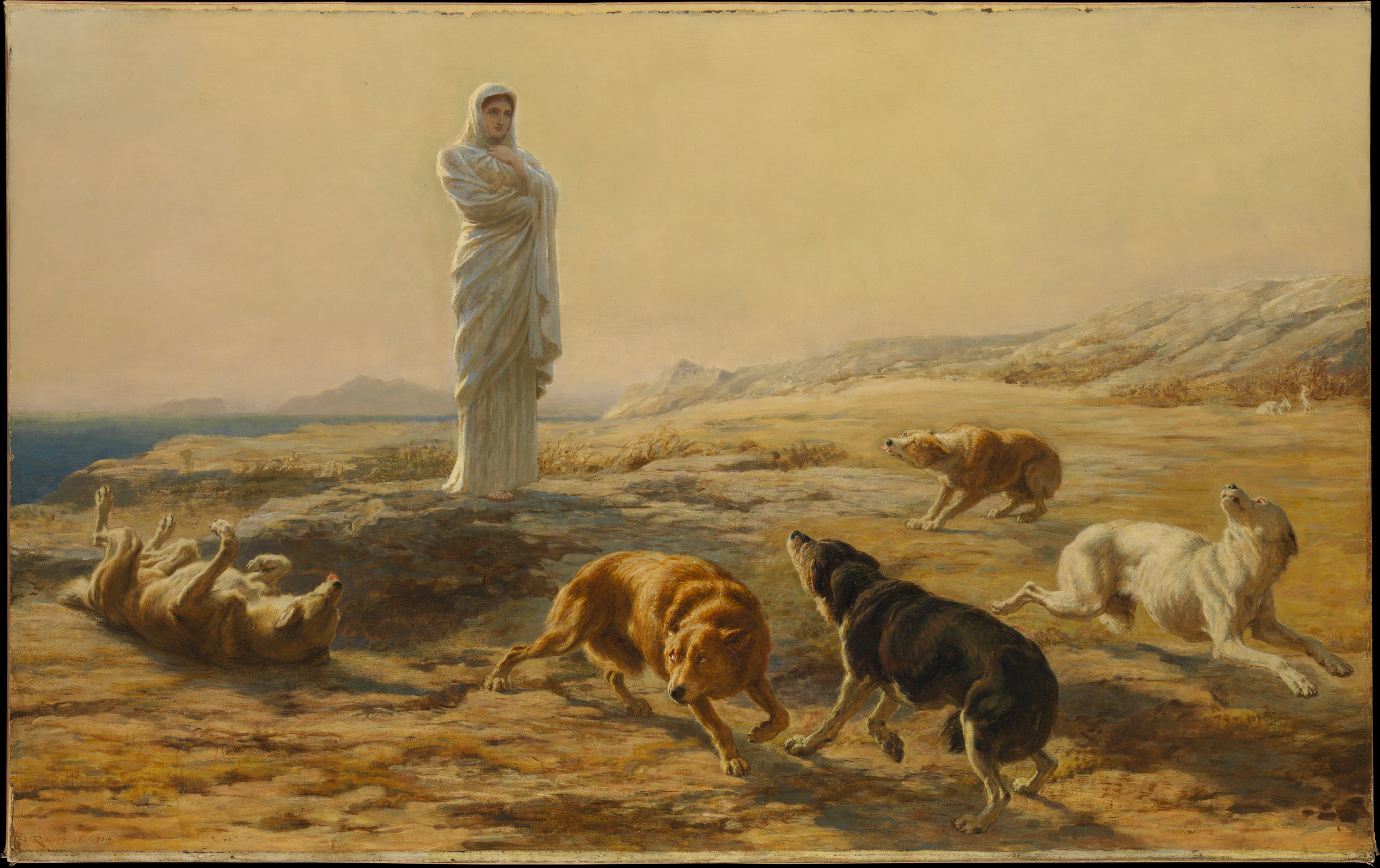

- „Pallas Athena and the Herdsman’s Dogs“, 1876: New York, Metropolitan Museum of Art.[3]
- „Sympathy“ (das aufgeführte Gemälde): Royal Holloway University of London.[4]
- „War Time“, 1874: Norfolk, Virginia, USA: Chrysler Museum of Art.
- „The Last Spoonful“: Hamburg, Sammlung Gustav Christian Schwabe (1813–1897).
- „A Roman Holiday“ (Gladiator mit Löwen in der Arena), 1881: Melbourne, National Gallery of Victoria; erworben 1888.
- „Requiescat“ (aufgebahrter Ritter mit Hund), 1888, und Studienzeichnung zum Hund: Sidney, Australien, Art Gallery of New South Wales.
- „The King Drinks“ (trinkender Löwe): Nottingham, National Design Academy, Rufford Hall, Waterside Way, Trent Park (Diploma Gallery).
- „Prometheus“, 1889: Oxford, Ashmolean Museum (Prometheus – Ashmolean Museum: collections.ashmolean.org › offset › start › end › object).

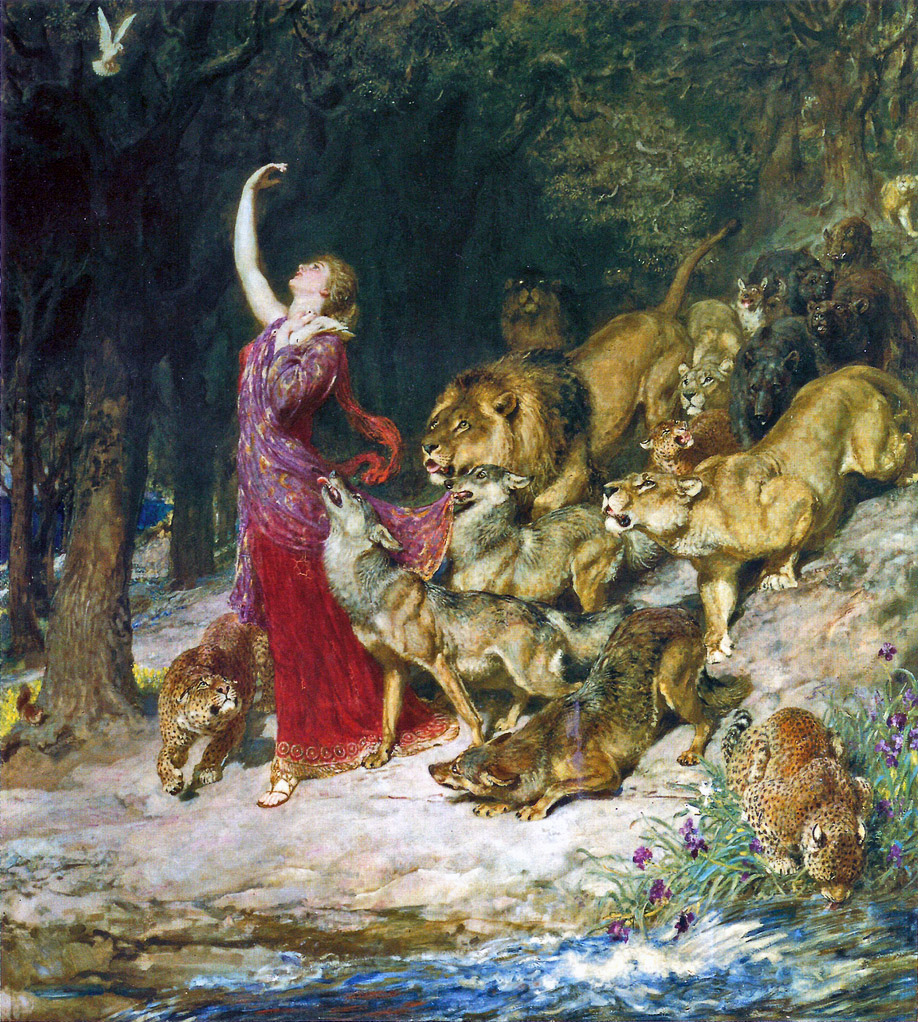

- „Aphrodite“, 1902: New York, NY, USA, The Dahesh Museum of Art.
- „Daniel in der Löwengrube“: Liverpool, Walker Art Gallery

Kunsthandel:
- „Circe and the Friends of Ulysses“, 1871; hiernach Radierung von Frederick Stacpoole
- „Argus“, 1873: Christie’s, London, 13. Juni 1919, Lot 155.
- „There's many a slip twixt the cup and the lip“, 1881: Christie’s, London, 27 March 1896, Lot 141.
- „Old Playfellows“ (Kind mit Hund), 1883. Abb.: https://www.catplus.de › Tiermalerei

## Bildnis
- Philip Hermogenes Calderon (1833–1898)
- Hubert Herkomer (1849–1914), 1887: London, Royal Academy
- Edward Onslow Ford (1852–1901): Bronzebüste. Oxford, Oriel College